# توبیاس راشل
توبیاس راشل (آلمانی: Tobias Raschl؛ زادهٔ ۲۱ فوریهٔ ۲۰۰۰) بازیکن فوتبال اهل آلمان است.
از باشگاه‌هایی که در آن بازی کرده‌است می‌توان به باشگاه فوتبال بروسیا مونشن‌گلادباخ اشاره کرد.
وی همچنین در تیم‌های ملی فوتبال زیر ۱۶ سال آلمان و زیر ۱۹ سال آلمان بازی کرده‌است.